# Korrel (fotografie)

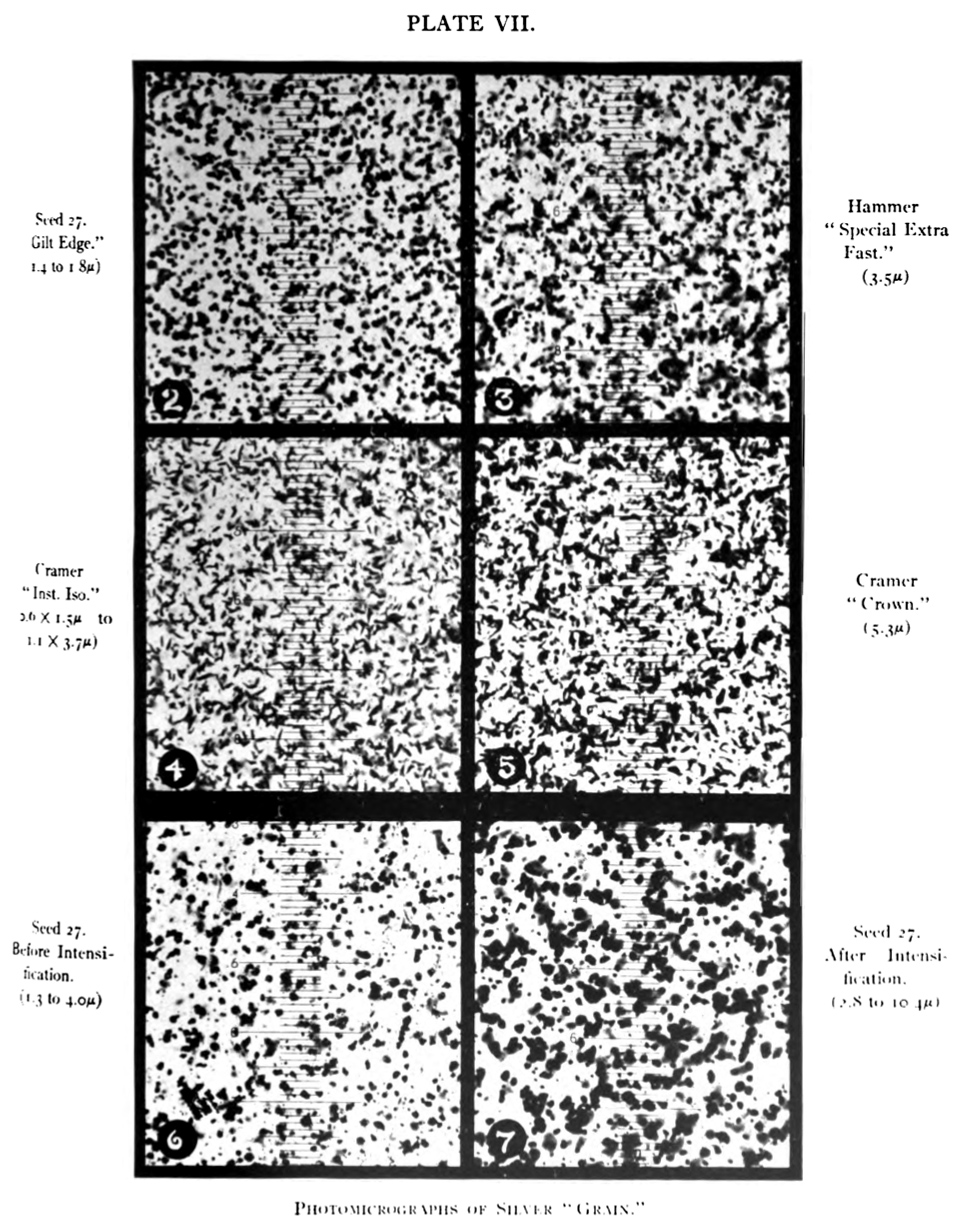
Korrel van verschillende fotografische platen

Korrel is de naam voor de kleinste structuren in de beelden op fotografisch filmmateriaal. Deze structuren ontstaan onder invloed van de kristallen zilverhalogenide in de foto-emulsie. Naarmate de kristallen groter zijn wordt ook de korrel groter en tezelfdertijd het filmmateriaal gevoeliger. Ook het ontwikkelproces kan invloed hebben op de korrelgrootte.

## Galerij

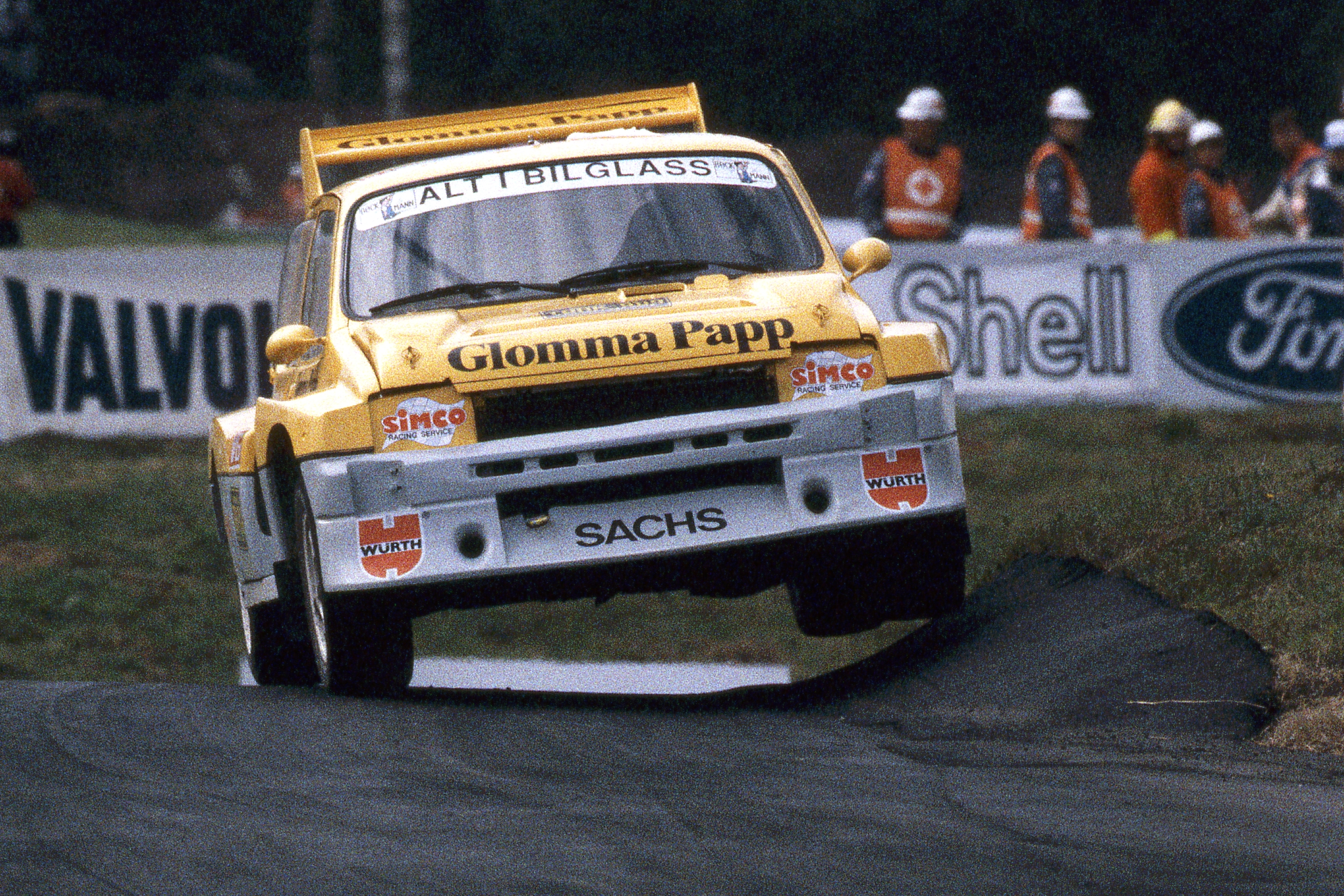
Auto, gefotografeerd op Agfa 1000 RS diafilm
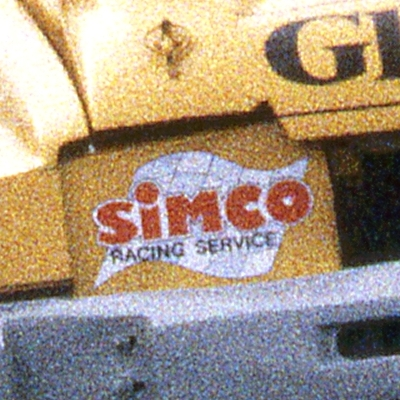
Detail van deze foto
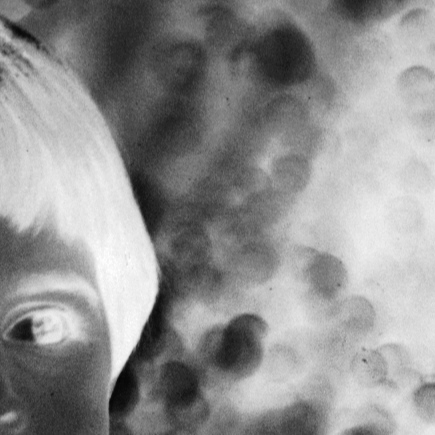
Korrel van een zwart-wit-kleinbeeldfilm met lage gevoeligheid (ISO 25)
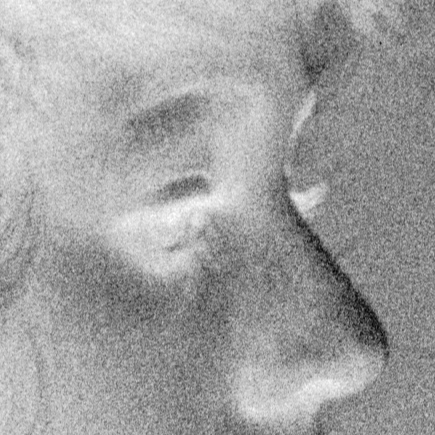
Korrel van een zwart-wit-kleinbeeldfilm met hoge gevoeligheid (ISO 1600)
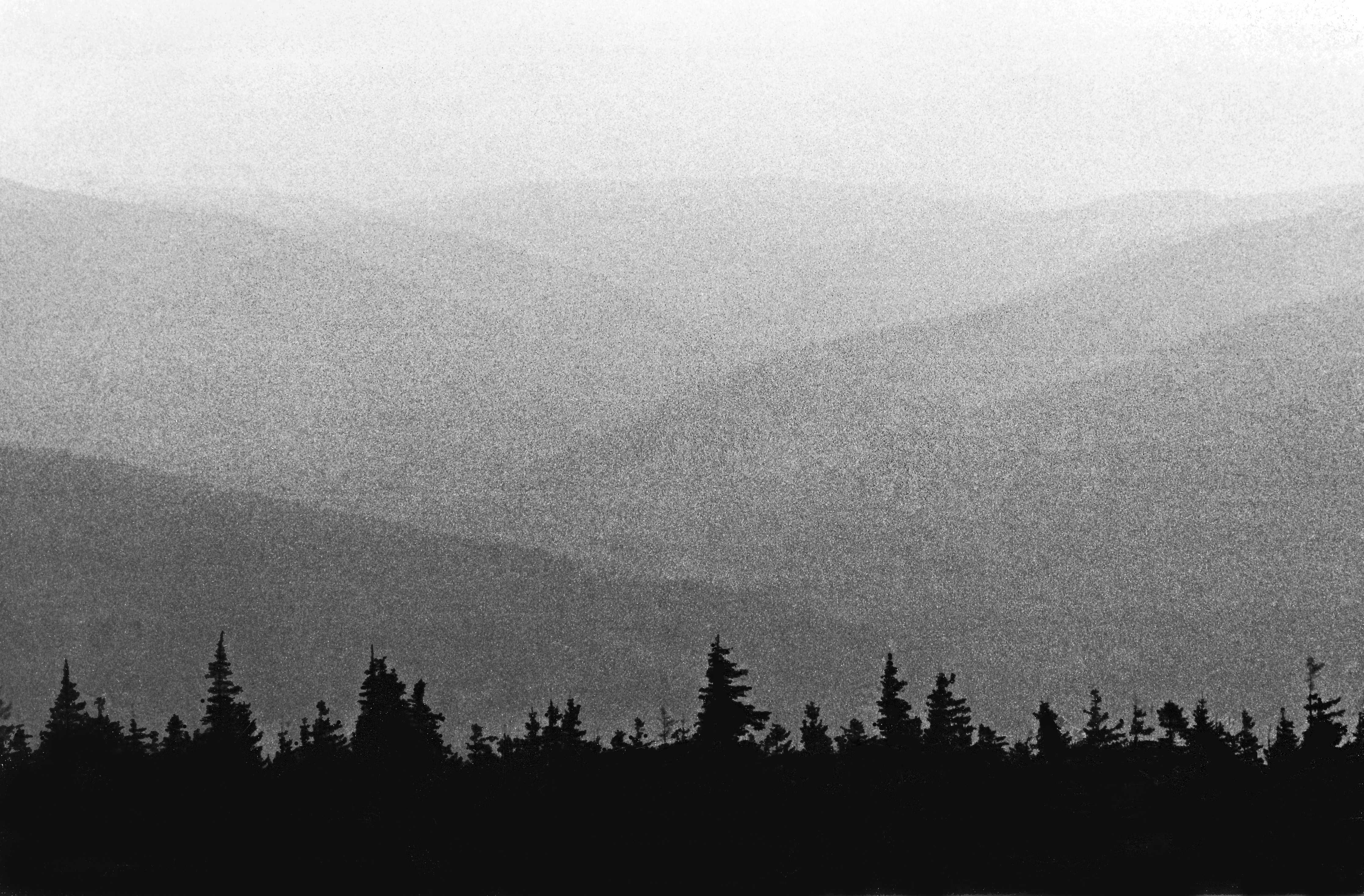
Foto waarbij het korreleffect door de fotograaf gewenst werd.

## Digitale fotografie
Net als bij de traditionele fotografie, neemt bij digitale foto's de kwaliteit af naarmate men een hogere lichtgevoeligheid (ISO) gebruikt. Bij digitale fotografie noemt men dit echter geen korrel maar ruis.
Bij digitale fotografie ontstaan er bij een hoge ISO-waarde pixels met afwijkende kleuren. Dit komt doordat geen enkele camera een perfecte lichtsensor heeft. De gemeten waarden van de hoeveelheid licht zullen altijd fouten bevatten, bij weinig licht worden deze fouten steeds meer zichtbaar in het resultaat, in de vorm van ruis. Dit verschijnsel bepaalt de signaal-ruisverhouding. Hoe lager het signaal, hoe lager de signaal-ruisverhouding. Bij een hoge ISO-waarde zal de camera het signaal kunstmatig versterken, om toch de gewenste belichting te krijgen. Tijdens dit proces wordt de ruis meeversterkt, waardoor de kwaliteit van de foto minder wordt.
De detailscherpte zal hierbij niet significant aangetast worden, maar bij uitvergroting levert een foto met hoge ISO-waarde fletse kleuren.